# Cees Loffeld
Cees Loffeld (Utrecht, 5 april 1946 - 1 juni 2023) was een Nederlands profvoetballer en voetbaltrainer.

## Carrière

### Als speler
Loffeld was als speler actief voor het Utrechtse DOS. Bij zijn debuut in de Eredivisie, op 3 januari 1965, scoorde hij voor DOS twee keer in de wedstrijd tegen Feyenoord. Hij speelde met DOS twee Europese wedstrijden: in de eerste ronde van de Jaarbeursstedenbeker van 1965-1966 speelde de club in eerste instantie doelpuntloos gelijk tegen FC Barcelona. In de return gingen de Kanaries echter roemloos ten onder: 7-1. Beide wedstrijden speelde Loffeld negentig minuten lang. In 1970 maakte de kleine flankspeler de overstap naar FC Utrecht. De aanvoerder van het tweede team haalde het eerste niet. FC Wageningen was zijn laatste club in het betaalde voetbal.

### Als trainer
Na zijn actieve loopbaan was Loffeld trainer bij DEV Doorn en twaalf jaar bij amateurclub USV Elinkwijk. Hij werd voor het seizoen 1989-1990 aangesteld als hoofdtrainer van FC Utrecht, als opvolger van Han Berger, die te wisselvallend zou presteren en naar Fortuna Sittard vertrok. Het was voor Loffeld de eerste keer dat hij een betaaldvoetbalclub trainde, en met een dertiende plaats presteerde hij dan ook niet naar verwachting. 
Ondanks de komst van vijf nieuwe spelers (Ab Plugboer, Pieter Bijl, Marcel Liesdek, Marcel Lindenaar en John van der Linden) in de zomer verliep het daaropvolgende seizoen uitermate stroef. Het eerste duel tegen PSV ging met 5-0 verloren. Op 8 oktober 1990, als de resultaten blijven tegenvallen, verzuchtte Loffeld: “Ze spelen ook met mijn brood.” Negen dagen later, op 17 oktober, werd hij inderdaad ontslagen en vervangen door Ab Fafié, die de club naar de vierde plaats loodste. Vervolgens trainde hij onder meer USV Hercules. Aan het eind van zijn leven was hij scout in dienst van FC Utrecht.
Hij overleed op 77-jarige leeftijd.